# Cycas tanqingii
Cycas tanqingii är en kärlväxtart som beskrevs av D.Yue Wang. Cycas tanqingii ingår i släktet Cycas, och familjen Cycadaceae. IUCN kategoriserar arten globalt som nära hotad. Inga underarter finns listade i Catalogue of Life.